# Gare de Nijlen
La gare de Nijlen (en néerlandais : station Nijlen) est une gare ferroviaire belge de la ligne 15, d'Anvers à Hasselt située à Nijlen, dans la province d'Anvers en Région flamande.
C'est désormais un point d'arrêt non géré (PANG) de la Société nationale des chemins de fer belges (SNCB) desservi par des trains Intercity (IC), Suburbains (S33) et d'Heure de pointe (P).

## Histoire
Le bâtiment d'origine était très petit et vétuste. Son remplacement, décidé avant la Première Guerre mondiale, ne put être réalisé avant 1925. Ce bâtiment est quasi identique à ceux édifiés en remplacement des gares détruites par les Allemands durant la guerre.
Désaffecté en 2015, le bâtiment de la gare a été transformé en salle des fêtes "Het Loket" avec des bureaux à l'étage. 

## Service des voyageurs

### Accueil
Depuis la fermeture des guichets, c'est un point d'arrêt non géré (PANG) à accès libre. L'achat des tickets s'effectue un automate de vente. Un parking pour les voitures et une aire de parcage pour les vélos se trouvent à proximité.
La traversée des voies s'effectue par le passage à niveau.

### Desserte
Nijlen est desservie par des trains Intercity (IC), Suburbains (S33) et d'Heure de pointe (P) de la SNCB circulant sur la ligne commerciale 15 : Anvers - Lierre - Mol - Hasselt (voir brochure SNCB de la ligne 15).
En semaine, la desserte est constituée d'une seule relation cadencée à l'heure : des trains de la ligne S33 du réseau S anversois circulant entre Anvers-Central et Mol. Plusieurs trains supplémentaires desservent également la gare en heure de pointe : deux trains IC-10 reliant Anvers-Central à Mol, très tard le soir (les autres passent sans s’arrêter) ; deux trains P de Mol ou Neerpelt à Bruxelles-Midi via Malines (le matin, dans l’autre sens en fin d’après-midi) ; deux trains P de Lierre à Herentals (le matin, dans l’autre sens en fin d’après-midi) ; trois trains S33 supplémentaires de Herentals à Anvers-Central (le matin, dans l’autre sens en fin d’après-midi). Les week-end et jours fériés, la gare est desservie toutes les heures par des trains IC-30, circulant entre Anvers-Central et Turnhout. Le dimanche, en fin de journée, il existe deux trains P reliant Hamont, et Mol à Heverlee (près de Louvain) qui ne circulent qu'en période scolaire.

## Comptage voyageurs
Ce graphique et tableau montre le nombre de voyageurs embarquant en moyenne durant la semaine, le samedi et le dimanche.
| Nombre de passagers qui embarquent à la gare de Nijlen | Nombre de passagers qui embarquent à la gare de Nijlen | Nombre de passagers qui embarquent à la gare de Nijlen | Nombre de passagers qui embarquent à la gare de Nijlen |
|                                                        | Semaine                                                | Samedi                                                 | Dimanche                                               |
| ------------------------------------------------------ | ------------------------------------------------------ | ------------------------------------------------------ | ------------------------------------------------------ |
| 1977                                                   | 541                                                    | 25                                                     | 25                                                     |
| 1978                                                   | 687                                                    | 28                                                     | 24                                                     |
| 1979                                                   | 427                                                    | 46                                                     | 37                                                     |
| 1980                                                   | 506                                                    | 45                                                     | 81                                                     |
| 1981                                                   | 559                                                    | 102                                                    | 78                                                     |
| 1982                                                   | 545                                                    | 115                                                    | 64                                                     |
| 1983                                                   | 514                                                    | 80                                                     | 72                                                     |
| 1984                                                   | 543                                                    | 108                                                    | 118                                                    |
| 1985                                                   | 578                                                    | 128                                                    | 67                                                     |
| 1986                                                   | 512                                                    | 131                                                    | 66                                                     |
| 1987                                                   | 620                                                    | 137                                                    | 78                                                     |
| 1988                                                   | 581                                                    | 155                                                    | 129                                                    |
| 1989                                                   | 523                                                    | 111                                                    | 94                                                     |
| 1990                                                   | 509                                                    | 146                                                    | 96                                                     |
| 1991                                                   | 543                                                    | 134                                                    | 72                                                     |
| 1992                                                   | 505                                                    | 165                                                    | 129                                                    |
| 1993                                                   | 534                                                    | 228                                                    | 114                                                    |
| 1994                                                   | 551                                                    | 146                                                    | 114                                                    |
| 1995                                                   | 524                                                    | 122                                                    | 143                                                    |
| 1996                                                   | 556                                                    | 121                                                    | 86                                                     |
| 1997                                                   | 595                                                    | -                                                      | -                                                      |
| 1998                                                   | 503                                                    | 158                                                    | 106                                                    |
| 1999                                                   | 291                                                    | 161                                                    | 122                                                    |
| 2000                                                   | 337                                                    | 141                                                    | 118                                                    |
| 2001                                                   | 294                                                    | 170                                                    | 116                                                    |
| 2002                                                   | 318                                                    | 130                                                    | 127                                                    |
| 2003                                                   | 312                                                    | 148                                                    | 122                                                    |
| 2004                                                   | 386                                                    | 126                                                    | 117                                                    |
| 2005                                                   | 375                                                    | 156                                                    | 154                                                    |
| 2006                                                   | 441                                                    | 150                                                    | 154                                                    |
| 2007                                                   | 487                                                    | 184                                                    | 152                                                    |
| 2008                                                   | -                                                      | -                                                      | -                                                      |
| 2009                                                   | 489                                                    | 141                                                    | 95                                                     |
| 2010                                                   | -                                                      | -                                                      | -                                                      |
| 2011                                                   | -                                                      | -                                                      | -                                                      |
| 2012                                                   | 625                                                    | 202                                                    | 175                                                    |
| 2013                                                   | 674                                                    | 211                                                    | 166                                                    |
| 2014                                                   | 647                                                    | 237                                                    | 188                                                    |
| 2015                                                   | 625                                                    | 189                                                    | 150                                                    |
| 2016                                                   | 647                                                    | 233                                                    | 202                                                    |
| 2017                                                   | 606                                                    | 258                                                    | 197                                                    |
| 2018                                                   | 604                                                    | 284                                                    | 230                                                    |
| 2019                                                   | 623                                                    | 249                                                    | 234                                                    |
| 2020                                                   | 414                                                    | 176                                                    | 175                                                    |
| 2021                                                   | -                                                      | -                                                      | -                                                      |
| 2022                                                   | 599                                                    | 274                                                    | 266                                                    |
| 2023                                                   | 607                                                    | 407                                                    | 312                                                    |
| 2024                                                   | 719                                                    | 326                                                    | 273                                                    |

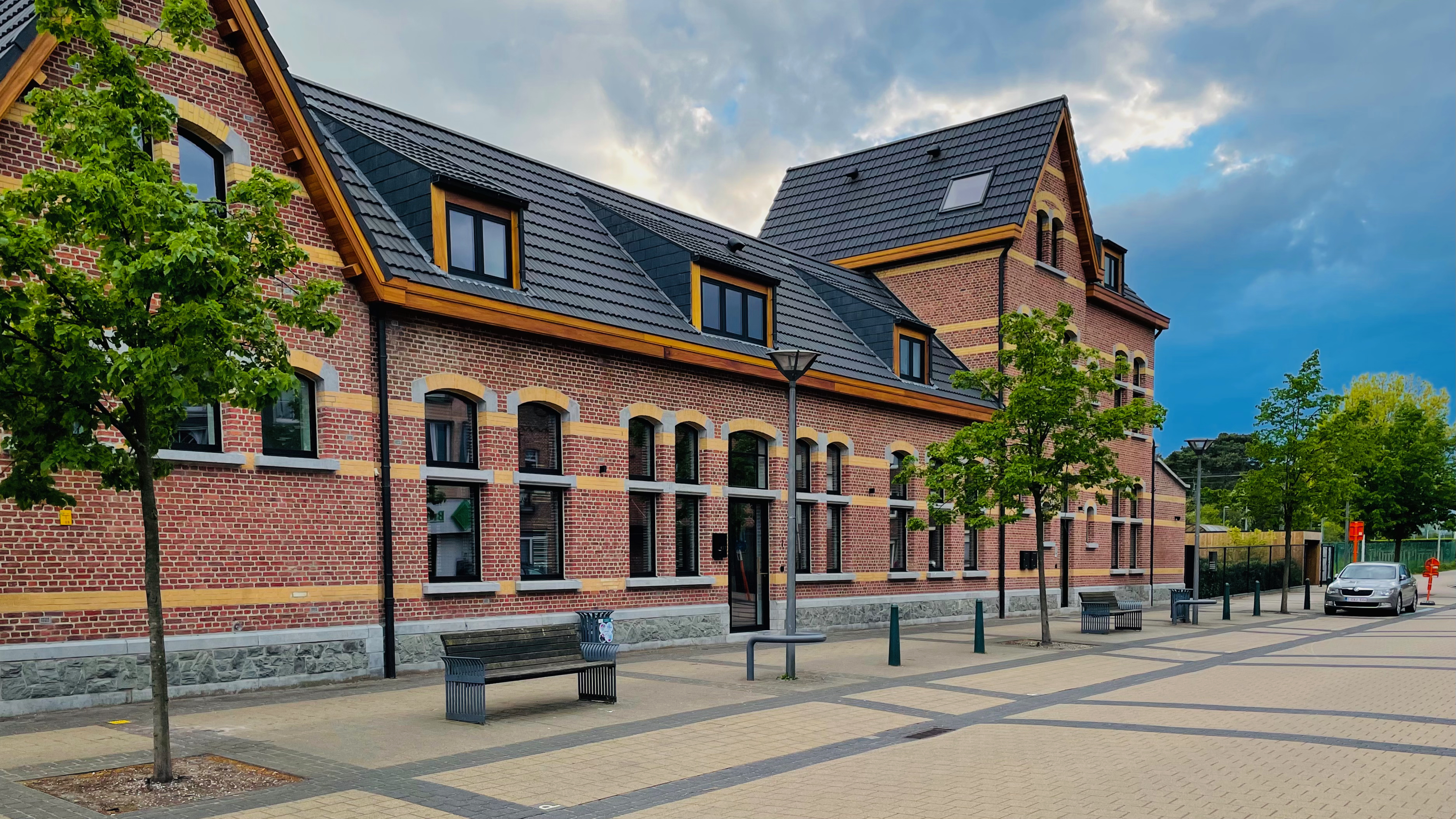
Bâtiment de la gare, côté rue.
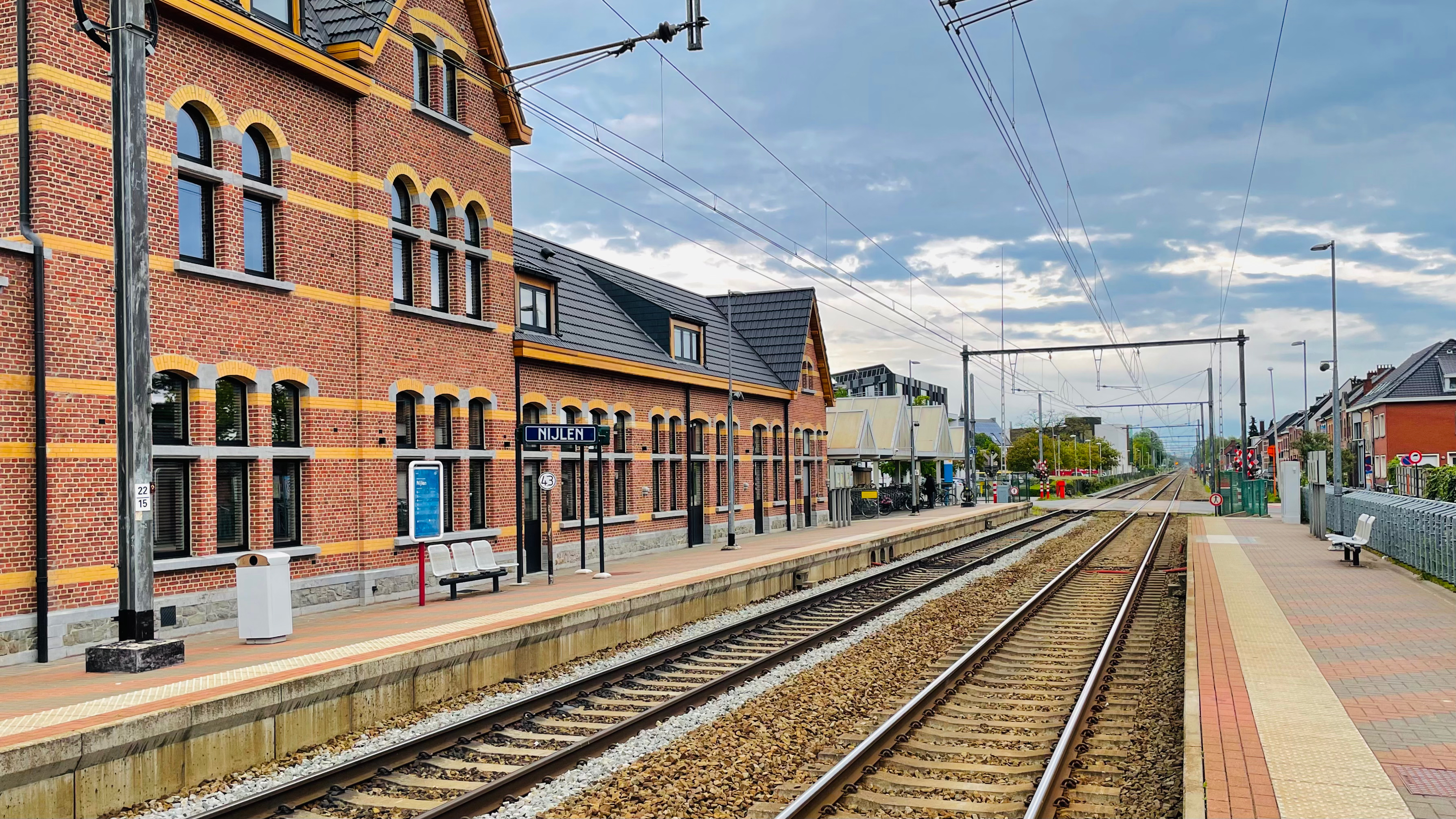
Quais de la gare.
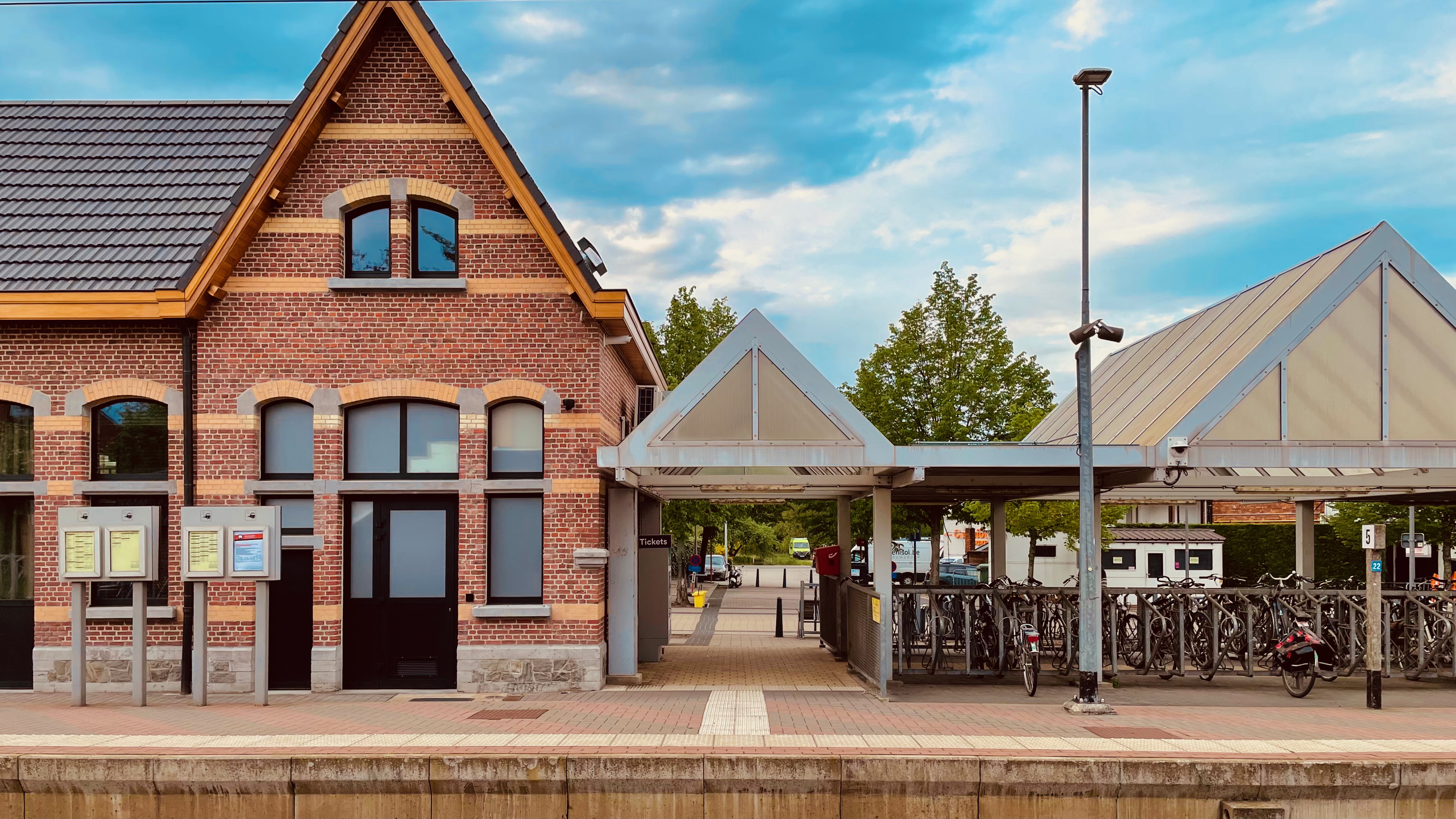
Abri à vélos.